# Satu Huotari
Satu Huotari, född den 13 mars 1967 i Uleåborg i Finland, är en finländsk ishockeyspelare.
Hon tog OS-brons i damernas ishockeyturnering i samband med de olympiska ishockeytävlingarna 1998 i Nagano.